# Anisia cineraria
Anisia cineraria là một loài ruồi trong họ Tachinidae.